# Contea di Calloway
La contea di Calloway in inglese Calloway County è una contea dello Stato del Kentucky, negli Stati Uniti. La popolazione al censimento del 2000 era di 34 177 abitanti. Il capoluogo di contea è Murray.
Include la cittadina di Hazel, luogo natale della cantautrice pop Jackie DeShannon.